# Ham Hyun-gi
Ham Hyun-gi (en coreano: 함현기; Gangneung, Corea del Sur; 26 de abril de 1962) es un exfutbolista y entrenador de fútbol de Corea del Sur que jugaba en la posición de delantero. Actualmente es el entrenador del Mukho High School.

## Carrera

### Club
| Periodo   | Club             |
| --------- | ---------------- |
| 1986–1991 | Hyundai Horang-i |
| 1991–1992 | LG Cheetahs      |
| 1993–1994 | Oita Trinity     |

### Selección nacional
Debutó con Corea del Sur en julio de 1982, con la que disputó 10 partidos sin anotar goles hasta su retiro en 1989. Participó en la Copa Asiática 1988.

### Entrenador
| Periodo   | Club                       |
| --------- | -------------------------- |
| 1999–2002 | Gangneung Jeil High School |
| 2003–     | Mukho High School          |

## Logros

### Club
- Copa de la Liga de Corea: 1

1986

### Individual
- Jugador Joven de la K-League en 1986.
- Equipo Ideal de la K-League en 1986 y 1988.